# Henry Draper
Henry Draper (Condado de Prince Edward, 7 de março de 1837 — Nova Iorque, 20 de novembro de 1882) foi um médico e astrônomo amador estadunidense. Foi um pioneiro da astrofotografia.

## Vida e trabalho
O pai de Henry Draper, John William Draper, foi um excelente médico, químico, botânico e professor da Universidade de Nova York; ele também foi o primeiro a fotografar a lua através de um telescópio (1840). A mãe de Draper era Antonia Coetana de Paiva Pereira Gardner, filha do médico pessoal do Imperador do Brasil. Sua sobrinha, Antonia Maury, também era astrônoma.
Ele se formou na New York University School of Medicine, aos 20 anos de idade, em 1857. Ele trabalhou primeiro como médico no Bellevue Hospital e, mais tarde, como professor e reitor de medicina na New York University (NYU). Em 1867 ele se casou com Mary Anna Palmer, uma socialite rica que colaborou com ele em seu trabalho de astronomia. Henry Draper.
Draper foi um dos pioneiros no uso da astrofotografia. Em 1872, ele pegou um espectro estelar que mostrava linhas de absorção, outros, como Joseph Fraunhofer, Lewis Morris Rutherfurd e Angelo Secchi, o precederam nessa ambição.
Ele renunciou a sua cadeira no departamento médico em 1873, para permitir mais tempo para pesquisas originais.

Ele dirigiu uma expedição para fotografar o trânsito de Vênus em 1874 e foi o primeiro a fotografar a Nebulosa de Órion, em 30 de setembro de 1880. Usando seu refrator fotográfico Clark Brothers de 11 polegadas, ele fez uma exposição de 50 minutos. Ele fotografou o espectro de Júpiter em 1880.

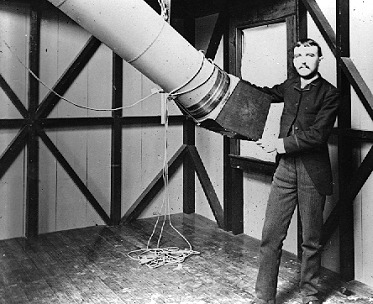
Henry Draper.

O observatório de Draper, onde ele tirou suas admiradas fotografias da lua, ficava em Hastings-on-Hudson, Nova York, e hoje o prédio funciona como a Sociedade Histórica Hastings-on-Hudson.
Draper recebeu vários prêmios, incluindo LL.D. honorário formou-se em direito pela NYU e pela University of Wisconsin – Madison em 1882, uma medalha do Congresso por dirigir a expedição dos Estados Unidos para fotografar o trânsito de Vênus em 1874 e eleição para a National Academy of Sciences e a Astronomische Gesellschaft. Além disso, ele era membro da American Photographic Society, da American Philosophical Society, da American Academy of Arts and Sciences e da American Association for the Advancement of Science.
Após sua morte prematura de pleurisia dupla, sua viúva Mary Anna Draper financiou a Medalha Henry Draper por contribuições importantes para a astrofísica e um telescópio, que foi usado para preparar o Catálogo Henry Draper de espectros estelares. Este histórico telescópio Henry Draper está agora no Toruń Center for Astronomy (Nicolaus Copernicus University) em Piwnice, Polônia. A pequena cratera Draper na Lua foi batizada em sua homenagem.

## Publicações selecionadas
- The Changes of Blood-Cells in the Spleen, thesis, 1858.
- A Text-Book on Chemistry, 1866 revisão do texto de seu pai de 1846.
- Are there other inhabited worlds?, 1866.
- Delusions of Medicine, Charms, talismans, amulets, astrology, and mesmerism, 1873.
- The Discovery of Oxygen in the Sun by Photography, 1877.